# Hegemony III: Clash of the Ancients
Hegemony III: Clash of the Ancients ist der dritte Teil der Computer-Strategiespielreihe Hegemony, der vom kanadischen Studio Longbow Games entwickelt und  am 25. August 2015 für Windows veröffentlicht wurde.

## Überblick
Hegemony III kombiniert Aspekte historischer Globalstrategiespiele auf einer frei einsehbaren Karte mit echtzeitbasierten Taktikschlachten. Im Gegensatz zu anderen Strategiespielen kann der Spieler jederzeit zwischen einer 2D Strategiekarte und einer 3D Taktikkarte herein- und herauszoomen, während das Spiel komplett in (pausierbarer) Echtzeit voranschreitet. Strategische und taktische Ebene sind durch die Notwendigkeit des Ressourcen-Managements miteinander verknüpft. Ein zentraler Aspekt des Spiels besteht demzufolge in der Erstellung von Versorgungsketten, um Rohstoffzentren an die Infrastruktur anzuschließen und Armeen zu versorgen. Auf der Taktikebene werden die unterschiedlichen Einheitentypen vom Spieler befehligt und Schlachten sowohl durch die Auswahl, die Gefechtshaltung als auch die Positionierung der Einheiten gewonnen.

## Spielprinzip

### Allgemein
Das Spiel ist ca. im 5. Jahrhundert vor Christus angesiedelt, einer Zeit, in der Rom noch ein Stadtstaat unter vielen anderen auf der Italienischen Halbinsel war. Dementsprechend kann der Spieler neben Rom ebenso gut auch eine andere Fraktion zum Spielstart wählen, bspw. die Etrusker und die Gallier im Norden oder die Griechen im Süden. Über die geschickte Erschließung und Verwaltung von Ressourcen und den Aufbau einer Armee gilt es, den Einflussbereich der gewählten Fraktion auszudehnen. Der Ausbau der Städte mit Gebäuden, die Erforschung von neuen Technologien und die diplomatische Interaktion mit anderen Fraktionen unterstützen die Expansion. Anfangs wird der Spieler durch ein Tutorial in Form einer Mini-Kampagne dabei unterstützt, die Spiel-Mechaniken zu erlernen.

### Sandbox-Modus
Ziel im Sandbox-Modus ist es, Hegemonie-Punkte zu sammeln, um so den Gesamtsieg durch eine Kombination aus kultureller, wirtschaftlicher und militärischer Überlegenheit zu sichern.

#### Sandbox-Typ
1. Der Spieler kann zwischen verschieden großen Sandboxen wählen. Das Basisspiel bietet eine große Italien-Sandbox (die Apenninische Halbinsel) an sowie eine kleine Etrurien-Sandbox (in etwa die heutige Toskana). Mit The Eagle King DLC kommt eine mittelgroße Sizilien-Sandbox hinzu und auch die Italien-Sandbox kann optional um Sizilien erweitert werden.
2. Mit The Eagle King DLC kann der Spieler ein Invasions-Szenario spielen, in dem er frei eine Fraktion (etwas die Gallier, die Kreter, die Mazedonier) wählt, diese nach einem Punktesystem mit Truppen ausstattet und in Italien anlandet. Ziel ist es, mit den ebenfalls vorhandenen Siedlern einen Ausgangsbasis zu gründen und sich gegen die einheimischen Fraktionen zu behaupten.

#### Fraktionen
Die im Spiel verfügbaren Fraktionen spiegeln die im fünften Jhd. v. Chr. in Italien vertretenen Völker wider. Der Spieler kann aus 28 Fraktionen aus sechs Kulturgruppen wählen. Mit der Erweiterung The Eagle King kommen weitere fünf Fraktionen der sizilianischen Kulturgruppe hinzu. Die Fraktionen unterscheiden sich durch unterschiedliche kulturelle Startboni, unterschiedliche Einheitentypen und teilweise auch unterschiedliche Technologie, die im Spielverlauf erforscht werden kann. Auszugsweise sind beispielsweise folgende Fraktionen spielbar: Rom, Veii, die Sabiner, die Marsier, die Lukanier oder die Venetier. Die Kulturgruppen sind:
- Etrusker
- Gallier
- Griechen
- Illyrer
- Latiner
- Sabeller
- Sizilianer

### Kampagnen-Modus
Der Kampagnen-Modus führt den Spieler anhand von (optionalen) Aufgaben und Ereignissen durch ein bestimmtes historisches Szenario. Derzeit (Stand Anfang 2021) ist nur die Kampagne Pyrrhus von Epirus verfügbar (The Eagle King DLC), in der der Spieler in der Rolle von König Pyrrhus aus Epirus kommend eine Koalition griechischer Stadtstaaten in Süditalien (Magna Graecia) vor dem Expansionsdrang der Römischen Republik in Schutz nehmen muss. Eine Reihe von Aufgaben lassen dem Spieler dabei die Wahl, ob er entlang der historischen Ereignisse die Geschickte nacherleben oder gemäß eigener Überlegungen die Geschichte verändern möchte.

## Karten-Editor und Modding-Unterstützung
Das Grundspiel enthält einen Karten-Editor, mit dem der Spieler eigene Karten kreieren und für weitere Modifikationen nutzen kann. Sowohl Fantasie- als auch echte Karten können geschaffen werden, indem NASA-Satellitenbilder importiert und durch eine Reihe von Software-Werkzeugen angepasst werden. Hegemony III bietet volle Unterstützung des Steam-Workshops und damit verbunden auch viele Möglichkeiten, eigene Modifikationen des Spiels zu entwickeln und zu veröffentlichen.
Einige der beliebtesten Mods sind beispielsweise
- Kingdom of Macedon Sandbox enthält eine aus Hegemony Gold adaptierte Karte Mazedoniens und Umgebung nebst der dort beheimateten Fraktionen
- Classical World, welche eine Karte von Europa, Nord-Afrika und des Nahen Ostens samt weiterer Fraktionen enthält
- Iberia, welche eine Spanien-Karte mit zwei Kampagnen zur Periode nach dem ersten punischen Krieg enthält
- Latium, welche eine detaillierte Karte der Region Latium und eine Religions-Mechanik enthält

Außerdem ist eine German Localization verfügbar, d. h. eine Übersetzung der GUI und der angezeigten Texte ins Deutsche.

## Erweiterungen
1. The Eagle King DLC ist die bisher einzige Erweiterung und ist am 16. Februar 2017 erschienen. Sie enthält die Pyrrhus von Epirus Kampagne, die Invasions-Sandbox sowie die Kartenerweiterung des Basisspiels um Sizilien[5].
2. Isle of Giants DLC wurde für 2021 angekündigt und wird eine Kartenerweiterung um Sardinien und Korsika enthalten[6].

## Rezeption
Auf Steam hat Hegemony III "sehr positive" Rezensionen. Direkt nach Erscheinen und vor den drei kurz darauf folgenden Patches wurde das Spiel allerdings noch für Bugs und eine schlechte AI gerügt („I wanted to like Hegemony III but it was just too frustrating.“ Game Watcher Rating 6/10). Gleichzeitig erhielt es jedoch auch lobenden Zuspruch von der Fachpresse („Hegemony III is a game that will most certainly be worth buying.“ Wertung 7.8/10) und konnte einen Platz zwischen den großen Titeln der Strategiespiele erobern („Hegemony III is a complex and rewarding experience that can stand up to the likes of Total War.“). Auch die deutsche Computerspielpresse bescheinigte Hegemony III einen hohen Wiederspielwert („Hegemony 3 - Clash of the Ancients ist ein faszinierendes Spiel, dessen zahlreiche Facetten in einem Check nicht einmal angerissen werden können.“). Kritisch wurde beispielsweise im Strategiespiele-Podcast Three Moves Ahead diskutiert, dass sich das Spielprinzip der Serie über die Jahre nicht merklich weiterentwickelt hat und daher nicht die verschiedenen Möglichkeiten insbesondere in der Diplomatie oder dem Handel aufweisen kann, die andere Spiele des gleichen Genres bieten.
Die Erweiterung The Eagle King hingegen konnte inhaltlich voll überzeugen („In some ways, The Eagle King is a return to form for the Hegemony series.“) und wurde als wichtiger Schritt zum weiteren Aufbau der Serie angesehen („The Eagle King is a great expansion for a great game and I'm excited to see where Longbow takes things from here.“)